# Líðarnøva
Líðarnøva är en bergskedja ovanför byn Sørvágur på Vágar i Färöarna. Norðurvarði ligger på toppen av berget.